# Zeche Wasserjungfer
Die Zeche Wasserjungfer war ein Steinkohlenbergwerk in Essen-Steele-Horst. Das Bergwerk war auch unter dem Namen Zeche Wasserjungfer Nr. I & Nr. II bekannt. Der Stollen befand sich in der Nähe der Grenze zwischen Essen-Steele und Essen-Horst.

## Bergwerksgeschichte
Im Jahr 1798 wurden vier Mutungen eingelegt. Die ersten drei Mutungen, die unter den Namen Liebes Mädel, Junge Tochter und Würdige Mutter eingelegt wurden, wurden zusammengefasst zur Mutung Wasserjungfer 1. Die vierte Mutung wurde unter dem Namen Wasserjungfer 2 eingelegt. Auch hier gab es eine Mutung unter dem anderen Namen Neue Steele. Im Jahr 1839 wurde das Bergwerk in den Unterlagen genannt. Am 17. Mai des Jahres 1845 wurden die beiden Geviertfelder Wasserjungfer Nr. I und Wasserjungfer Nr. II verliehen. Im Jahr 1855 lag das Bergwerk in Fristen. 1857 war das Bergwerk wieder in Betrieb. Im Jahr 1858 war das Bergwerk noch in Betrieb, danach wurde es vermutlich stillgelegt. Im Jahr 1901 wurde die Berechtsame zur Zeche Eintracht Tiefbau zugeschlagen.